# Mike Parkes
Michael Johnson „Mike“ Parkes (* 24. September 1931 in Richmond, Surrey, England; † 28. August 1977 in Riva presso Chieri, Italien) war ein britischer Automobilrennfahrer und Ingenieur. Er startete in den 1960er und zu Beginn der 1970er Jahre bei Formel-1- und Sportwagenrennen.

## Karriere

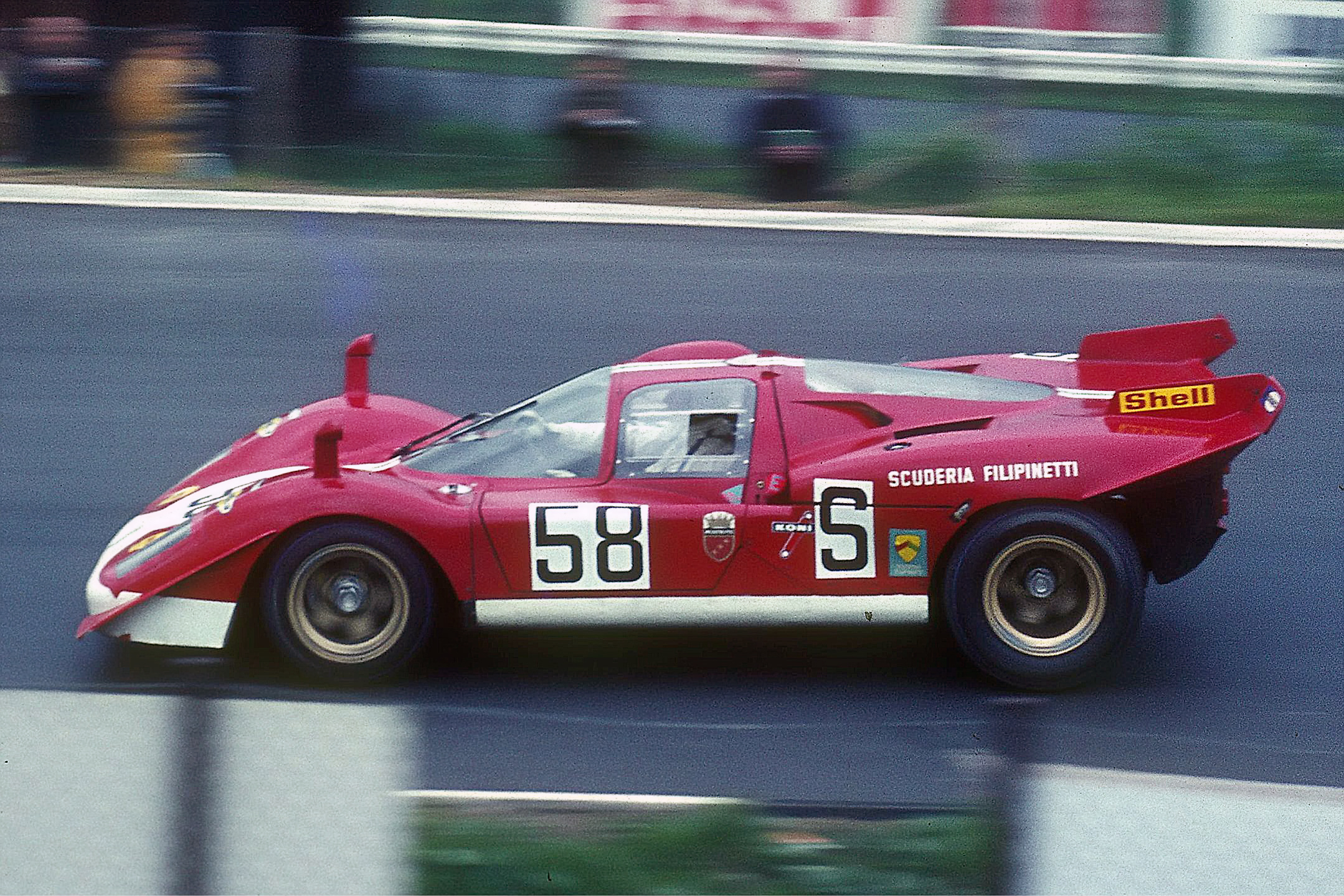
Parkes 1970 im Ferrari 512 auf dem Nürburgring (wegen Parkes' Körpergröße wurde das Dach ausgebeult)

Mike Parkes' Vater war ehemaliger Vorsitzender des Automobilherstellers Alvis Cars. Parkes wurde in eine Welt der Autos und des Motorsports geboren. Er genoss eine Ausbildung als Ingenieur bei der Rootes Group in Coventry. Er war dort bis 1962 beschäftigt, bis seine professionelle Rennfahrerkarriere begann. 1955 entwickelten Mike Parkes und Tim Fry den Hillman Imp, was nur eine Studie sein sollte. 1957 bekam Parkes eine Einladung von Lotus, in Le Mans Testfahrer zu sein. Anfang der 1960er-Jahre ging er ganz zum Motorsport über, bis die Scuderia Ferrari ihn 1966 als Ingenieur und Testfahrer engagierte, um John Surtees zu ersetzen.
Ab 1962 startete Parkes auf Ferrari 250 GTO und Prototypen von Ferrari in der Sportwagen-Weltmeisterschaft. Bis 1967 belegte er in diesen Langstreckenrennen mit seinen jeweiligen Partnern fünfmal den ersten, elfmal den zweiten und dreimal den dritten Platz.

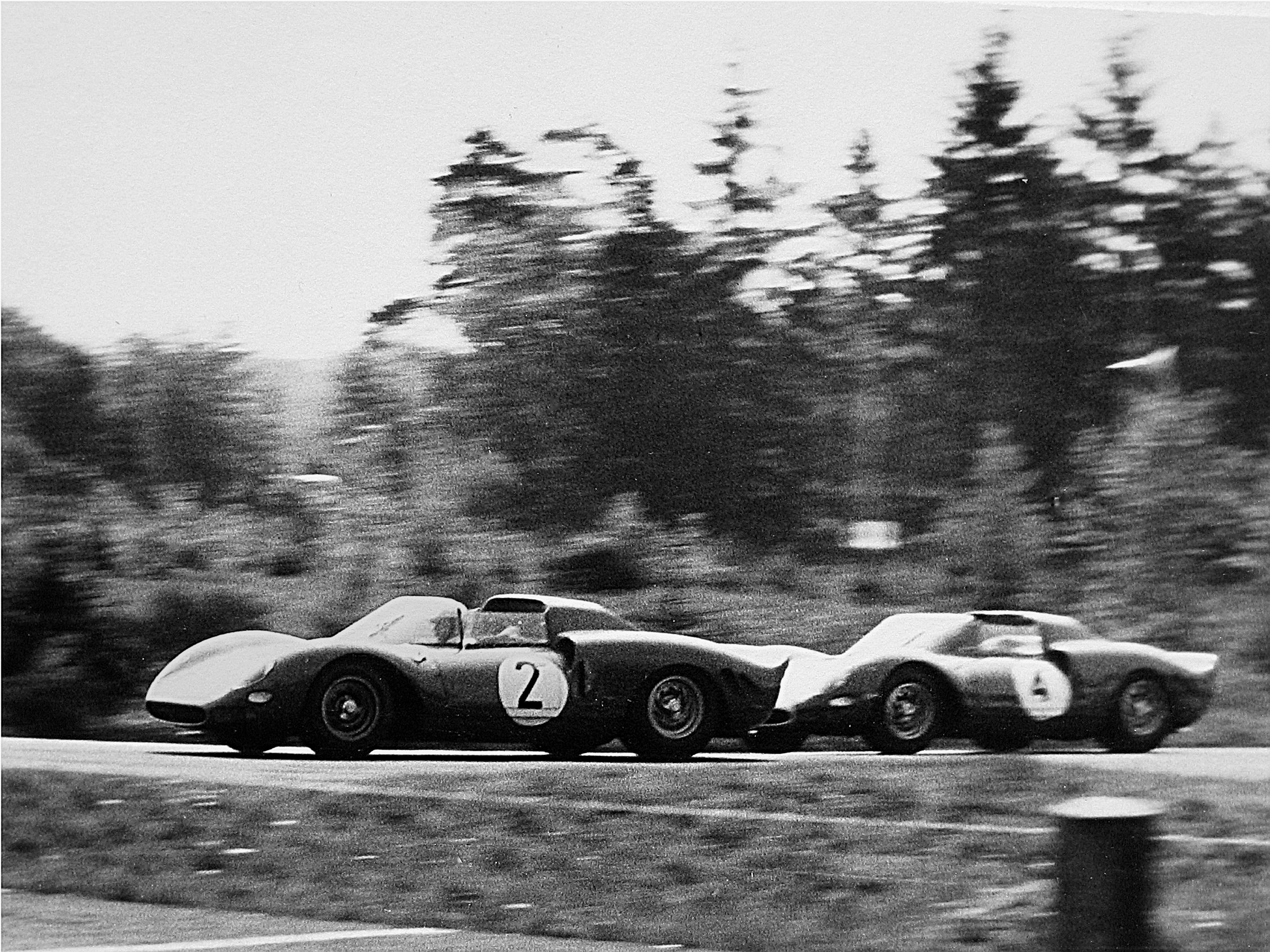
Parkes 1965 beim 1000-km-Rennen auf dem Nürburgring vor Graham Hill

1966 und 1967 fuhr er sechs Formel-1-Rennen für Ferrari. Gleich bei seinem ersten Formel-1-Start beim Großen Preis von Frankreich in Reims wurde er Zweiter hinter Jack Brabham. Einen weiteren zweiten Platz erreichte er nach dem Start von der Pole-Position beim Großen Preis von Italien im gleichen Jahr.
1967 fuhr er auf Platz fünf beim Großen Preis der Niederlande. Beim Großen Preis von Belgien verunglückte er in der ersten Runde an der Blanchimont schwer, als er auf einer Ölspur die Kontrolle verlor und sich beim folgenden Unfall schwere Beinverletzungen zuzog. Er beendete seine Karriere. Trotz lediglich sechs gefahrenen Grand-Prix-Rennen, von denen er nur drei beenden konnte, erzielte er insgesamt 14 Weltmeisterschaftspunkte.
Mike Parkes fuhr nach seiner Genesung drei Jahre lang keine Rennen. Während dieser Zeit freundete er sich mit dem Schweizer Rennstallbesitzer Georges Filipinetti an und wechselte zu dessen Scuderia. Dort beschäftigte er sich mit der Technik und deren Management. 1970 versuchte er es bei der Scuderia Filipinetti noch einmal mit dem Rennfahren. Erfolge blieben aber aus.
Zu dieser Zeit baute er die 128er Filipinetti-Fiats auf. Er entwickelte auch einen Fiat Filipinetti 128 Stradale, den der Fiat-Konzern als exklusiven Rennsportwagen in Straßenversion geplant hatte. Dieser Wagen wurde jedoch nie produziert. Auf Drängen von Fiat entwickelte er Anfang 1973 den Filipinetti Fiat X1/9, der auf dem Genfer Auto-Salon vorgestellt wurde. Nach dem plötzlichen Tod von Georges Filipinetti und der darauf folgenden Schließung seiner Scuderia wurde Parkes von Lancia angeheuert, dort entwickelte er größtenteils die Technik des Lancia Stratos.
1977 verunglückte Parkes bei einem Verkehrsunfall in Riva presso Chieri nahe Turin tödlich.

## Statistik

### Le-Mans-Ergebnisse
| Jahr | Team                 | Fahrzeug          | Teamkollege         | Teamkollege         | Platzierung            | Ausfallgrund    |
| ---- | -------------------- | ----------------- | ------------------- | ------------------- | ---------------------- | --------------- |
| 1960 | Sir Gawaine Baillie  | Lotus Elite Mk14  | Gawaine Baillie     |                     | Ausfall                | Getriebeschaden |
| 1961 | Scuderia Ferrari     | Ferrari 260TRI/61 | Willy Mairesse      |                     | Rang 2                 |                 |
| 1962 | SpA Ferrari SEFAC    | Ferrari 330LM GTO | Lorenzo Bandini     |                     | Ausfall                | Kühler          |
| 1963 | SpA Ferrari SEFAC    | Ferrari 250P      | Umberto Maglioli    |                     | Rang 3                 |                 |
| 1964 | SpA Ferrari SEFAC    | Ferrari 275P      | Ludovico Scarfiotti |                     | Ausfall                | Ölpumpe         |
| 1965 | SpA Ferrari SEFAC    | Ferrari 330P2     | Jean Guichet        |                     | Ausfall                | Getriebeschaden |
| 1966 | SpA Ferrari SEFAC    | Ferrari 330P3     | Ludovico Scarfiotti |                     | Ausfall                | Unfall          |
| 1967 | SpA Ferrari SEFAC    | Ferrari 330P4     | Ludovico Scarfiotti |                     | Rang 2 und Klassensieg |                 |
| 1970 | Scuderia Filipinetti | Ferrari 512S      | Herbert Müller      |                     | Ausfall                | Unfall          |
| 1971 | Scuderia Filipinetti | Ferrari 512S      | Henri Pescarolo     |                     | Ausfall                | Heckfederung    |
| 1972 | Scuderia Filipinetti | Ferrari 365 GTB/4 | Jean-Louis Lafosse  | Jean-Jacques Cochet | Rang 7                 |                 |

### Sebring-Ergebnisse
| Jahr | Team              | Fahrzeug           | Teamkollege      | Platzierung | Ausfallgrund                      |
| ---- | ----------------- | ------------------ | ---------------- | ----------- | --------------------------------- |
| 1963 | SEFAC Ferrari     | Ferrari 330LMB     | Lorenzo Bandini  | Ausfall     | Benzintank nach Dreher beschädigt |
| 1964 | SEFAC Ferrari     | Ferrari 275P       | Umberto Maglioli | Gesamtsieg  |                                   |
| 1966 | SpA Ferrari SEFAC | Ferrari 330P3      | Bob Bondurant    | Ausfall     | Getriebeschaden                   |
| 1970 | N.A.R.T.          | Ferrari 312P Coupé | Chuck Parsons    | Rang 6      |                                   |

### Einzelergebnisse in der Sportwagen-Weltmeisterschaft
| Saison | Team                                       | Rennwagen                                                           | 1   | 2   | 3   | 4   | 5   | 6   | 7   | 8   | 9   | 10  | 11  | 12  | 13  | 14  | 15  | 16  | 17  | 18  | 19  | 20  | 21  | 22  |
| ------ | ------------------------------------------ | ------------------------------------------------------------------- | --- | --- | --- | --- | --- | --- | --- | --- | --- | --- | --- | --- | --- | --- | --- | --- | --- | --- | --- | --- | --- | --- |
| 1960   | Gawaine Baillie                            | Lotus Elite                                                         | BUA | SEB | TAR | NÜR | LEM |     |     |     |     |     |     |     |     |     |     |     |     |     |     |     |     |     |
| 1960   | Gawaine Baillie                            | Lotus Elite                                                         |     |     |     | DNF | DNF |     |     |     |     |     |     |     |     |     |     |     |     |     |     |     |     |     |
| 1961   | Scuderia Ferrari                           | Ferrari 250TRI                                                      | SEB | TAR | NÜR | LEM | PES |     |     |     |     |     |     |     |     |     |     |     |     |     |     |     |     |     |
| 1961   | Scuderia Ferrari                           | Ferrari 250TRI                                                      | 2   |     |     |     |     |     |     |     |     |     |     |     |     |     |     |     |     |     |     |     |     |     |
| 1962   | Scuderia Ferrari Maranello Concessionaires | Ferrari 330LM GTO Ferrari 250 GTO                                   | DAY | SEB | SEB | MAI | TAR | BER | NÜR | LEM | TAV | CCA | RTT | NÜR | BRI | BRI | PAR |     |     |     |     |     |     |     |
| 1962   | Scuderia Ferrari Maranello Concessionaires | Ferrari 330LM GTO Ferrari 250 GTO                                   |     |     |     |     |     |     | 2   | DNF |     |     | 3   |     |     |     | 2   |     |     |     |     |     |     |     |
| 1963   | Scuderia Ferrari John Coombs               | Ferrari 330LMB Ferrari 250P Ferrari 250 GTO                         | DAY | SEB | SEB | TAR | SPA | MAI | NÜR | CON | ROS | LEM | MON | WIS | TAV | FRE | CCE | RTT | OVI | NÜR | MON | MON | TDF | BRI |
| 1963   | Scuderia Ferrari John Coombs               | Ferrari 330LMB Ferrari 250P Ferrari 250 GTO                         |     |     | DNF | DNF |     |     | DNF |     |     | 3   |     |     |     |     |     | 2   |     |     |     | 2   |     |     |
| 1964   | Scuderia Ferrari Maranello Concessionaires | Ferrari 275P Ferrari 250 GTO                                        | DAY | SEB | TAR | MON | SPA | CON | NÜR | ROS | LEM | REI | FRE | CCE | RTT | SIM | NÜR | MON | TDF | BRI | BRI | PAR |     |     |
| 1964   | Scuderia Ferrari Maranello Concessionaires | Ferrari 275P Ferrari 250 GTO                                        |     | 1   |     |     | 1   |     | 2   |     | DNF | 3   |     |     |     |     |     |     |     |     |     |     |     |     |
| 1965   | Scuderia Ferrari Maranello Concessionaires | Ferrari 275P Ferrari 275P2 Ferrari 330P Ferrari 330P2 Ferrari 365P2 | DAY | SEB | BOL | MON | MON | RTT | TAR | SPA | NÜR | MUG | ROS | LEM | REI | BOZ | FRE | CCE | OVI | NÜR | BRI | BRI |     |     |
| 1965   | Scuderia Ferrari Maranello Concessionaires | Ferrari 275P Ferrari 275P2 Ferrari 330P Ferrari 330P2 Ferrari 365P2 |     |     |     |     | 1   |     | DNF | 9   | 2   |     |     | DNF | 2   |     |     |     |     |     |     |     |     |     |
| 1966   | Scuderia Ferrari George Drummond           | Ferrari 330P3 Ferrari Dino 206S Ferrari 250LM                       | DAY | SEB | MON | TAR | SPA | NÜR | LEM | MUG | CCE | HOK | SIM | NÜR | ZEL |     |     |     |     |     |     |     |     |     |
| 1966   | Scuderia Ferrari George Drummond           | Ferrari 330P3 Ferrari Dino 206S Ferrari 250LM                       |     | DNF | 1   | DNF | 1   | DNF | DNF |     |     |     |     |     | 8   |     |     |     |     |     |     |     |     |     |
| 1967   | Scuderia Ferrari                           | Ferrari 330P4                                                       | DAY | SEB | MON | SPA | TAR | NÜR | LEM | HOK | MUG | BRH | CCE | ZEL | OVI | NÜR |     |     |     |     |     |     |     |     |
| 1967   | Scuderia Ferrari                           | Ferrari 330P4                                                       | 2   |     | 2   | 5   |     |     | 2   |     |     |     |     |     |     |     |     |     |     |     |     |     |     |     |
| 1970   | NART Scuderia Filipinetti                  | Ferrari 312P Ferrari 512S                                           | DAY | SEB | BRH | MON | TAR | SPA | NÜR | LEM | WAT | ZEL |     |     |     |     |     |     |     |     |     |     |     |     |
| 1970   | NART Scuderia Filipinetti                  | Ferrari 312P Ferrari 512S                                           | 5   | 6   | 13  | 8   | 6   |     | 4   | DNF |     |     |     |     |     |     |     |     |     |     |     |     |     |     |
| 1971   | Scuderia Filipinetti                       | Ferrari 512S Lola T212                                              | BUA | DAY | SEB | BRH | MON | SPA | TAR | NÜR | LEM | ZEL | WAT |     |     |     |     |     |     |     |     |     |     |     |
| 1971   | Scuderia Filipinetti                       | Ferrari 512S Lola T212                                              | 7   |     |     |     | DNF |     | 5   |     | DNF |     |     |     |     |     |     |     |     |     |     |     |     |     |
| 1972   | Scuderia Filipinetti                       | Ferrari 365 GTB/4                                                   | BUA | DAY | SEB | BRH | MON | SPA | TAR | NÜR | LEM | ZEL | WAT |     |     |     |     |     |     |     |     |     |     |     |
| 1972   | Scuderia Filipinetti                       | Ferrari 365 GTB/4                                                   |     |     |     |     |     |     | 7   |     |     |     |     |     |     |     |     |     |     |     |     |     |     |     |